# Gustav Weindorfer
Gustav Weindorfer (in Australien kurz Dorfer genannt; * 23. Februar 1874 in Spittal an der Drau, Kärnten, Österreich; † 5. Mai 1932 im Cradle Valley, Tasmanien, Australien) war ein österreichisch-australischer Farmer, Naturforscher, Resortbetreiber und Ranger.

## Leben und Wirken
Gustav Weindorfer war der Sohn des Bezirkshauptmanns Johann Weindorfer und dessen Ehefrau Pauline geb. Tscheligi. Er besuchte die Schule in Villach und eine Landwirtschaftsschule in Mödling, absolvierte die Wehrpflicht und arbeitete danach in der Weinindustrie.
1899 wanderte er nach Australien aus, wo er ab 1901 am Österreichisch-Ungarischen Konsulat in Melbourne arbeitete. In seiner Freizeit betätigte er sich als Bergsteiger und Botaniker. 1901 wurde er Mitglied des Field Naturalists’ Club von Victoria und 1903 der Royal Geographical Society of Australasia in Victoria. Er hielt Vorträge, veröffentlichte Artikel in The Victorian Naturalist, The Leader und The Australasian und schickte Pflanzen und Samen an das Naturhistorische Museum Wien und andere Sammlungen.
1905 wurde er eingebürgert. Am 1. Februar 1906 heiratete er in Stowport auf Tasmanien Kate Julia Cowle (1863–1916), die er 1902 im Field Naturalists’ Club kennengelernt hatte. Weindorfer beendete seinen Dienst im Konsulat und das Ehepaar siedelte nach Tasmanien über. 1910 kauften sie in Kindred bei Devonport 100 Acres (etwa 40 Hektar) Land und bewirtschafteten es.

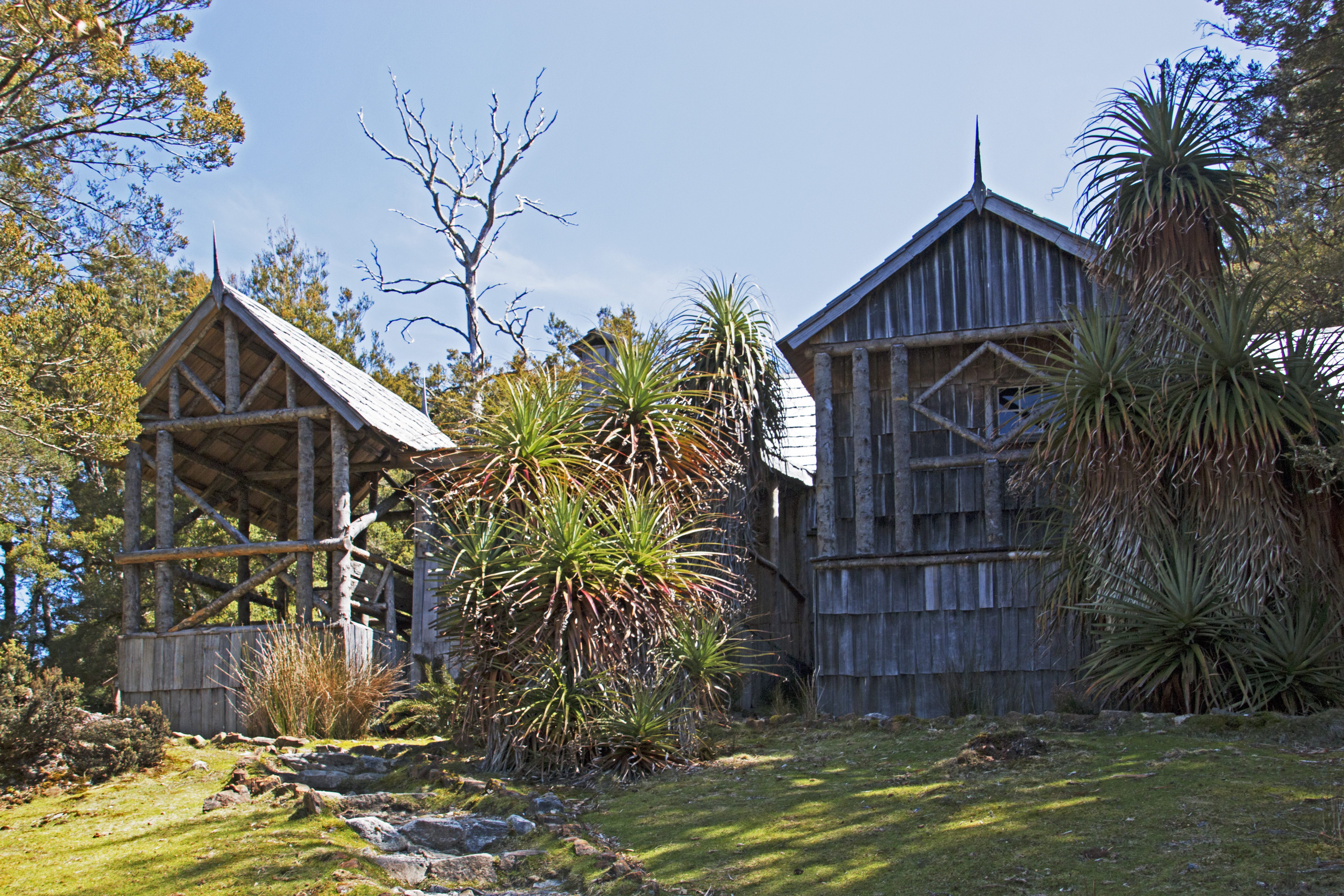
Das Resort „Waldheim“ (Nachbau)

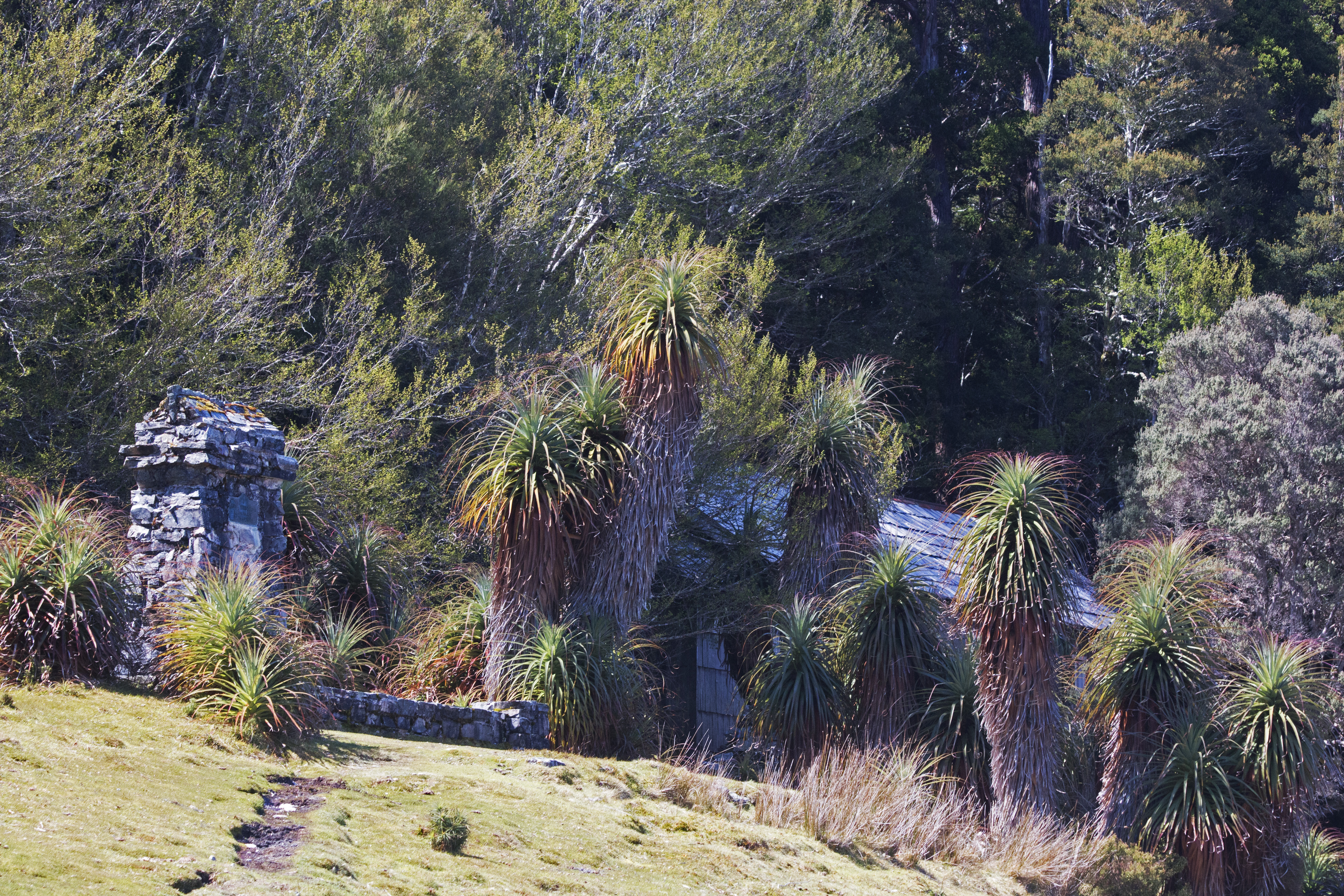
Grabmal von Gustav Weindorfer

Weindorfer bestieg im Januar 1909 erstmals den Cradle Mountain und war von der Landschaft so beeindruckt, dass er beschloss, dort einen Nationalpark mit Unterkünften für Wanderer und Bergsteiger zu initiieren. Er formulierte in einer Deklaration This must be a National Park for the people for all time, veröffentlichte Artikel über das Projekt im Launceston Weekly Courier und in The Victorian Naturalist und forderte die Regierung von Tasmanien auf, eine Zufahrtsstraße zu dem Gebiet zu bauen.
1912 begann er mit dem Bau des Resorts Waldheim, wofür er die dort heimische Sichelförmige Schuppenfichte verwendete. Da Pferdewagen nur bis etwa 14 Kilometer an den Bau heranfahren konnten, trug Weindorfer Teile wie Badzubehör und Öfen selbst zu der Baustelle. Das Resort mit Übernachtungsmöglichkeiten für 24 Personen wurde Weihnachten 1912 eröffnet. In die Wand der Hütte wurde das Motto This is Waldheim, where there is no time and nothing matters geschnitzt.
Nach dem Ausbruch des Ersten Weltkrieges 1914 gingen die Besuche in Waldheim zurück. 1916 starb seine Frau; Weindorfer wurde mehr und mehr isoliert und Ziel antideutscher Vorurteile. 1917 verkaufte er seine Farm in Kindred, verließ Waldheim und wurde als Ranger tätig, hielt Vorträge und fertigte Wetteraufzeichnungen an. Er wurde als Hermit of Cradle Mountain (Einsiedler vom Cradle Mountain) bezeichnet. Zusammen mit dem Geschäftsmann Fred Smithies spielte er eine führende Rolle in Kampagnen, die zur Eröffnung des Cradle-Mountain-Lake-St.-Clair-Nationalparks am 16. Mai 1922 führten.
Weindorfer litt an einer koronaren Gefäßerkrankung und starb am 5. Mai 1932 im Cradle Valley, wo er auch beerdigt wurde. 1938 wurde neben seinem Grab ein Granitsteinhügel enthüllt. Sein Besitz wurde dem Cradle-Mountain-Lake-St.-Clair-Nationalpark zugeführt.
Das 1938 gegründete Weindorfer Memorial Service Committee gibt seit 1970 jährlich das Gustav Weindorfer memorial service, Cradle Valley heraus.